# Longuenoë
Longuenoë is een plaats en voormalige gemeente in het Franse departement Orne (regio Normandië) en telt 119 inwoners (2009). De plaats maakt deel uit van het arrondissement Alençon.

## Geschiedenis
Longuenoë is op 1 januari 2019 gefuseerd met de gemeenten Fontenai-les-Louvets, Livaie en Saint-Didier-sous-Écouves tot de gemeente L'Orée-d'Écouves. 

## Geografie
De oppervlakte van Longuenoë bedraagt 4,5 km², de bevolkingsdichtheid is dus 26,4 inwoners per km².
De onderstaande kaart toont de ligging van Longuenoë met de belangrijkste infrastructuur en aangrenzende gemeenten.

## Demografie
Onderstaande figuur toont het verloop van het inwonertal (bron: INSEE-tellingen).